# Brunnenheiligtum (Sardinien)

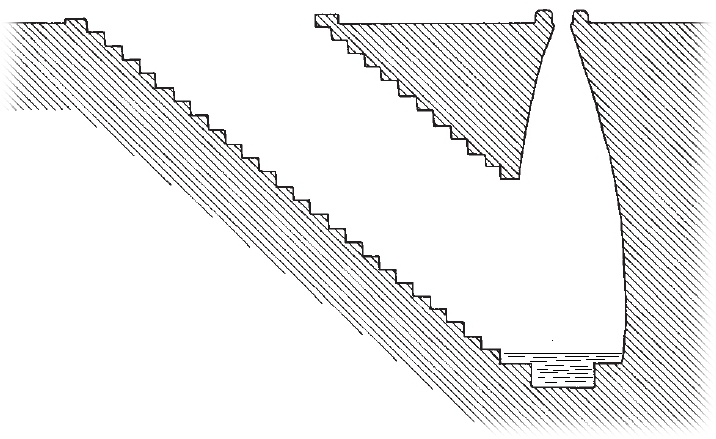
Schnitt durch die übliche Form sardinischer Brunnenheiligtümer

Die Brunnenheiligtümer Sardiniens (italienisch Pozzo sacro, plur. Pozzi sacri) sind über 100 gefasste und zum Teil überdachte Brunnen. Sie wurden von den Trägern der Nuraghenkultur während der Bronzezeit errichtet.
Die unzureichende Wasserversorgung war stets eines der Hauptprobleme Sardiniens. Für die Nuraghen-Zivilisation, die sich auf der Grundlage der lokalen neolithischen und chalkolithischen Kulturen entwickelte, wurde der Wasserkult zu einem der wichtigsten Elemente.

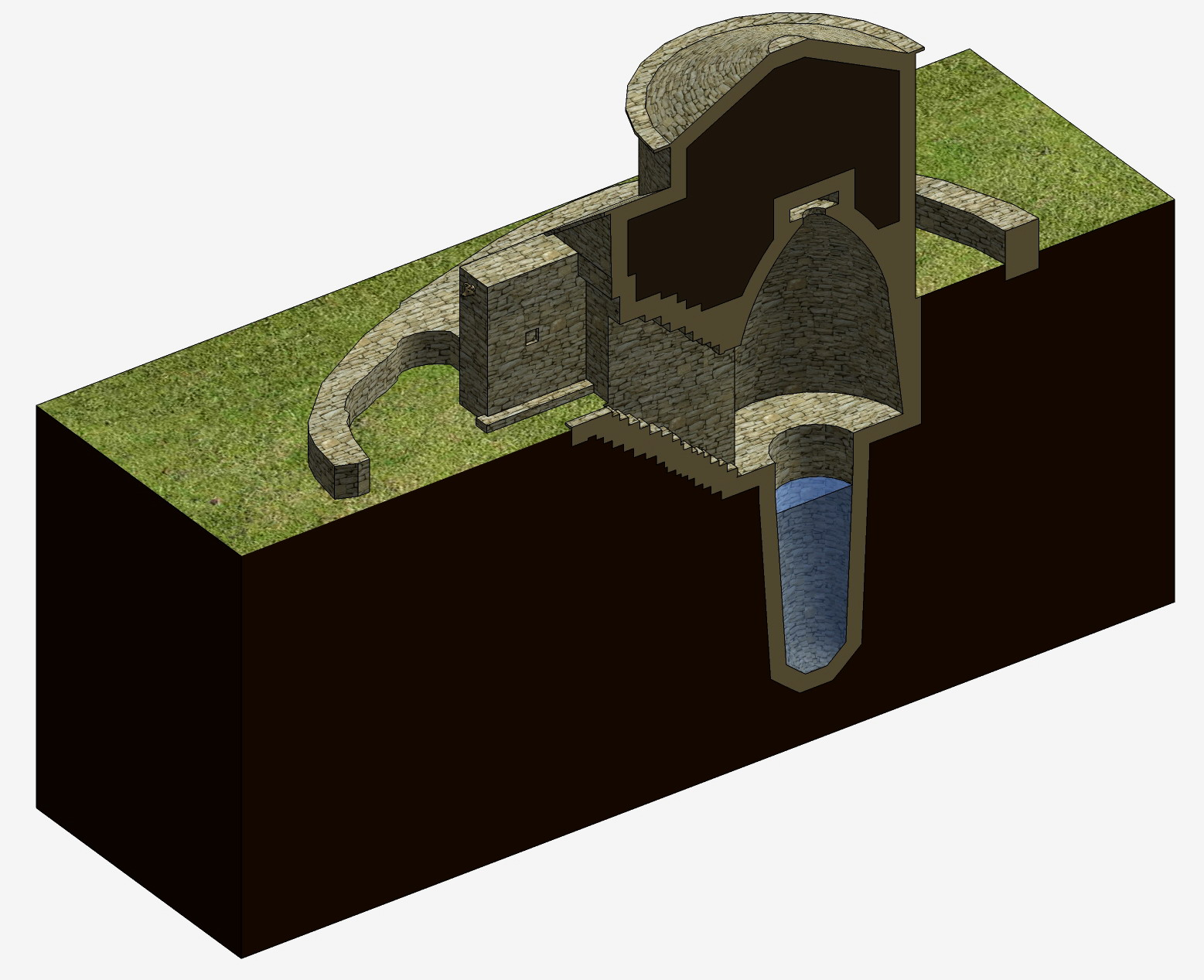
Brunnen mit Tholos

Die Einstufung als Heiligtümer ergibt sich aus gefundenen Votivgaben. Ihre bauliche Gestaltung ist relativ einheitlich: Von einem für kultische Handlungen genutzten Vorraum führen bis zu 40 Stufen zum Wasser oder, wie im Falle von Funtana Coberta, Is Pirois, Cuccuru Nuraxi und Quirra, zu einer tieferliegenden (bzw. völlig unterirdischen) Tholos, von der aus man Wasser aus den bis zu 22 m Tiefe erreichenden Brunnenschächten schöpfen konnte.
Einen brunnenartigen Unterbau, dessen Bestimmung allerdings ungeklärt ist, hat auch die archaische Nuraghe Is Paras. Bei Fonte Niedda (Perfugas) und den Quellheiligtümern Su Lumarzu und Su Tempiesu gibt es eine etwas veränderte, aber ähnliche Architektur.

## Liste sardischer Brunnen- und Quellheiligtümer
A) Brunnen
- Di Coni
- Cuccuru Nuraxi
- Di Tattinu
- Fonte Niedda (Brunnenheiligtum)
- Funtana Coberta
- Gutturu Caddi
- Irrù
- Is Pirois
- Matzanni
- Milis
- Predio Canopoli
- Sa Linnarta
- Sa Mitza de Su Nieddinu

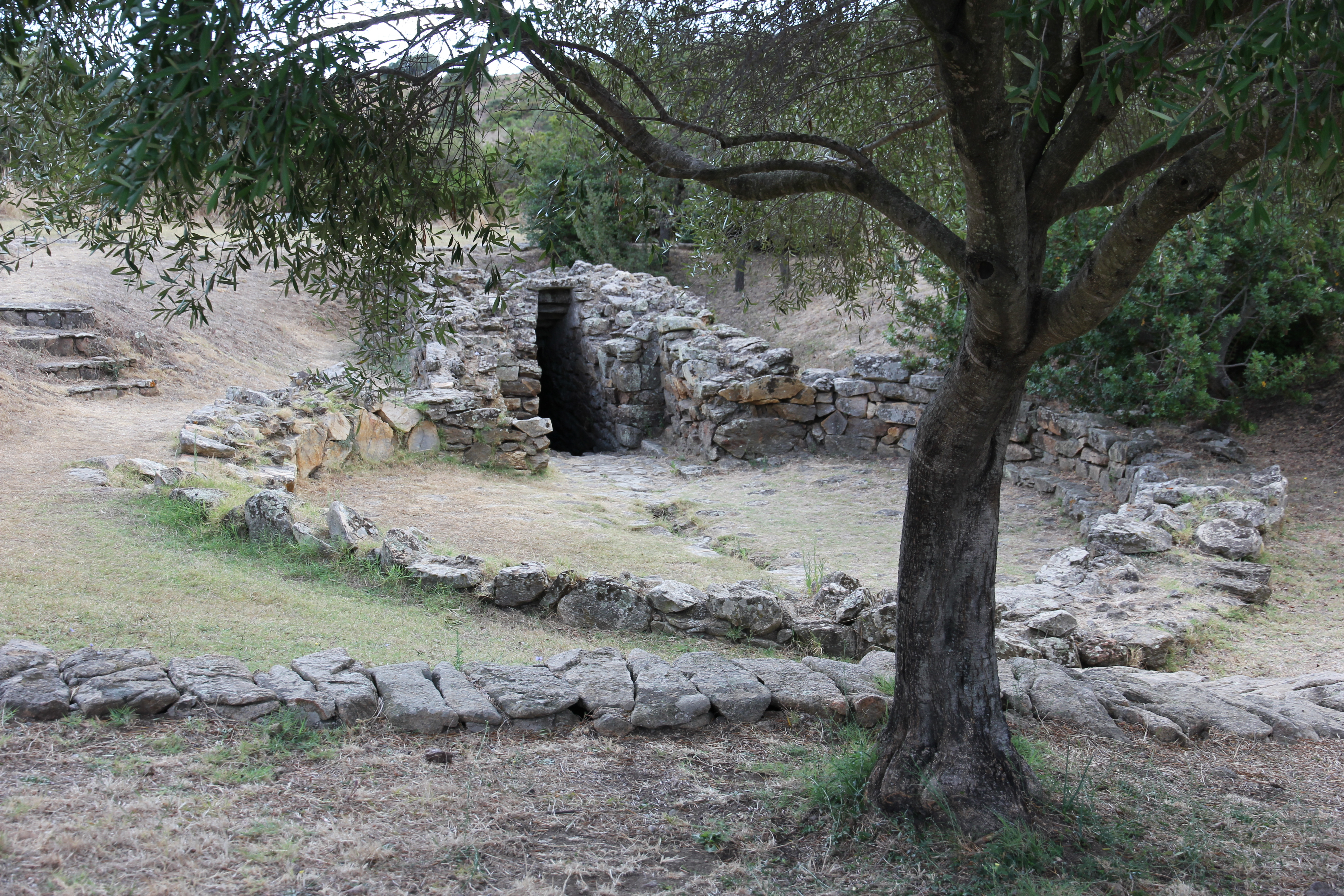
Der heilige Brunnen von Sa Testa

- Nuraghensiedlung vom Monte Sant’Antonio

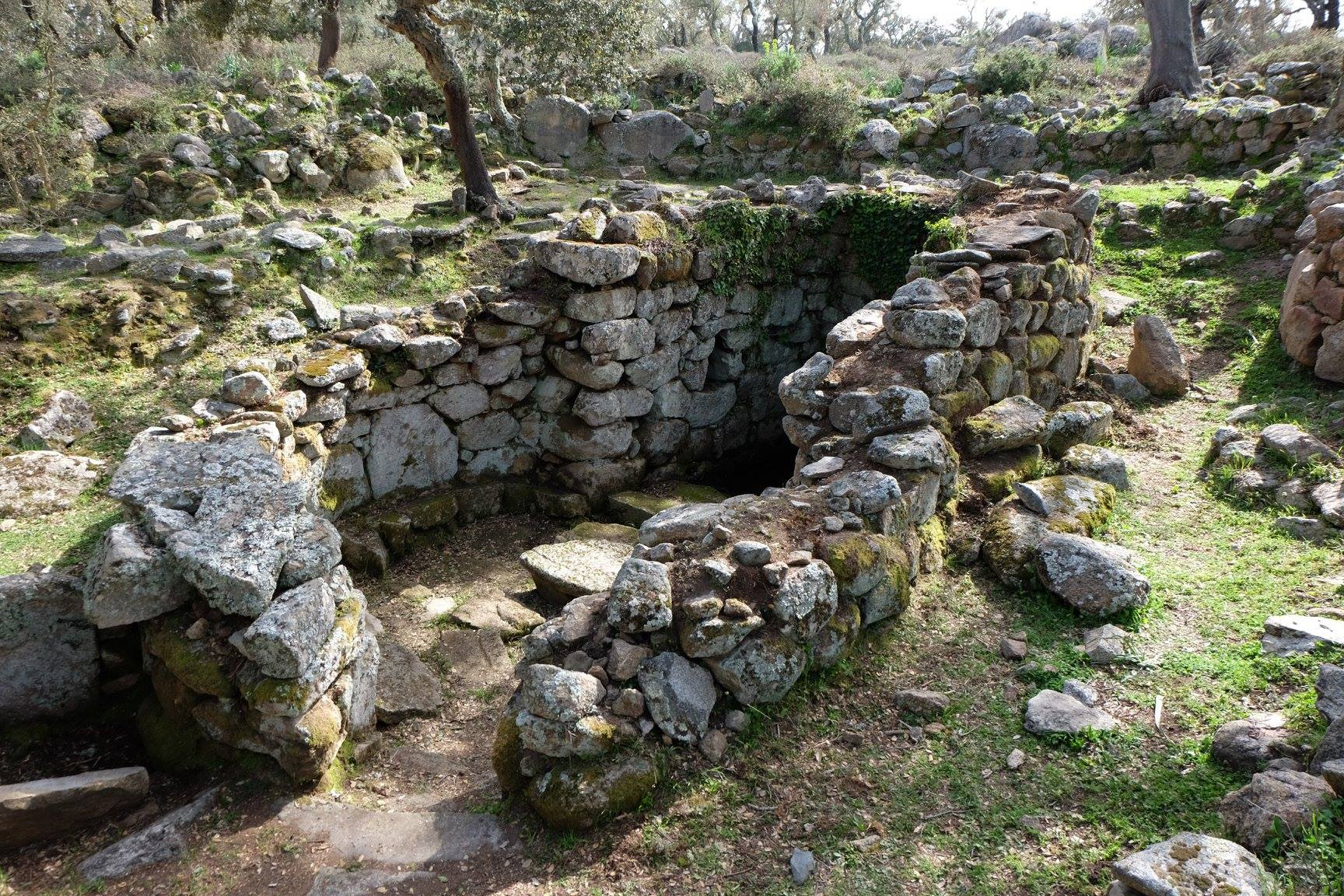
Die heilige Quelle von Noddule

- Sa Testa
- San Salvatore
- Santa Anastasia
- Santa Cristina
- Santa Vittoria
- Serra Niedda
- Su Putzu

B) Quellen
- Gremanu
- Li Paladini
- Noddule
- Su Notante
- Su Lumarzu
- Su Tempiesu
- Puntanarcu
- Mitza Pidighi

## Typologie
Eine dreigeteilte Typologie der Architektur besteht während der gesamten Periode.
1. Typ Zyklopische Mauer. Der Bau ist aus nur grob zugearbeiteten Quadern erstellt.
2. Typ Mauer Opus isodomum. Die bearbeiteten und in geraden Schichten verlegten Steine ergeben eine gute Struktur und Symmetrie.
3. Typ Polygonale Mauern

Zu den besterhaltenen (bzw. restaurierten) größeren Brunnenanlagen gehören: Sa Testa und Milis bei Olbia, Predio Canopoli bei Perfugas, das Hypogäum San Salvatore bei Cabras, Santa Anastasia (Sardara) in Sardara, Santa Cristina bei Paulilatino, Santa Vittoria, Sos Nurattolos bei Buddusò und Serra Niedda bei Sorso. Ein fein gearbeiteter, etwas andersartiger Brunnen, ein Gigantengrab und ein Rundtempel (Capanna circolare) liegen am Nuraghen Noddule bei Bitti.